# 臺南製麻
23°00′45″N 120°13′25″E / 23.012382°N 120.223524°E臺南製麻株式會社為台灣日治時期的黃麻製品加工廠，製造麻絲、麻繩和麻袋等產品，1935年10月設立於臺南市三分子。其在戰後由臺灣省行政長官公署接收，在1959年拆除改建為天仁兒童樂園（元寶樂園前身）。

## 介紹
由於日印通商條約談判未果，原本自印度進口的黃麻原料與麻袋數量大減，為了維持黃麻的供給，臺灣總督府自1930年代開始在台灣推廣獎勵黃麻種植。臺灣總督府特別選定臺南州作為黃麻生產重心，在嘉南大圳通水區以外的土地優先替代米作改種黃麻。在臺南製麻株式會社成立之前，已有於1905年成立的臺灣製麻株式會社，但當時麻袋生產已供不應求，臺灣民間也開始產生籌設製麻會社的想法。位於上海的東亞製麻株式會社在1934年8月曾派人來台勘察工廠設置位置，原有意設在高雄州，但在台灣總督府的黃麻種植政策下，後來改設至台南市，在1935年10月設立了台南製麻株式會社，地址為台南市三分子157番地（開元寺對面），首任社長為山田五郎，董事有中辻長司、飯田二三男、島田啟次郎、青木嘉三郎，部分人士兼任東亞製麻的上層職務。
二戰後，臺南製麻株式會社由臺灣省行政長官公署接收，後來與其他紡織廠整併為台灣紡織業纖維公司，臺南製麻株式會社的工場成為其台南廠。自1950年代，台灣紡織業纖維公司將其下工廠分售，台南廠由當時亦在新營經營製麻廠的龔聯禎取得。此廠區於1959年拆除改建為天仁兒童樂園，後改名為「元寶樂園」。元寶樂園在1980年代結束營業，之後賣給建商開發為住宅區。